# Halikarnassos

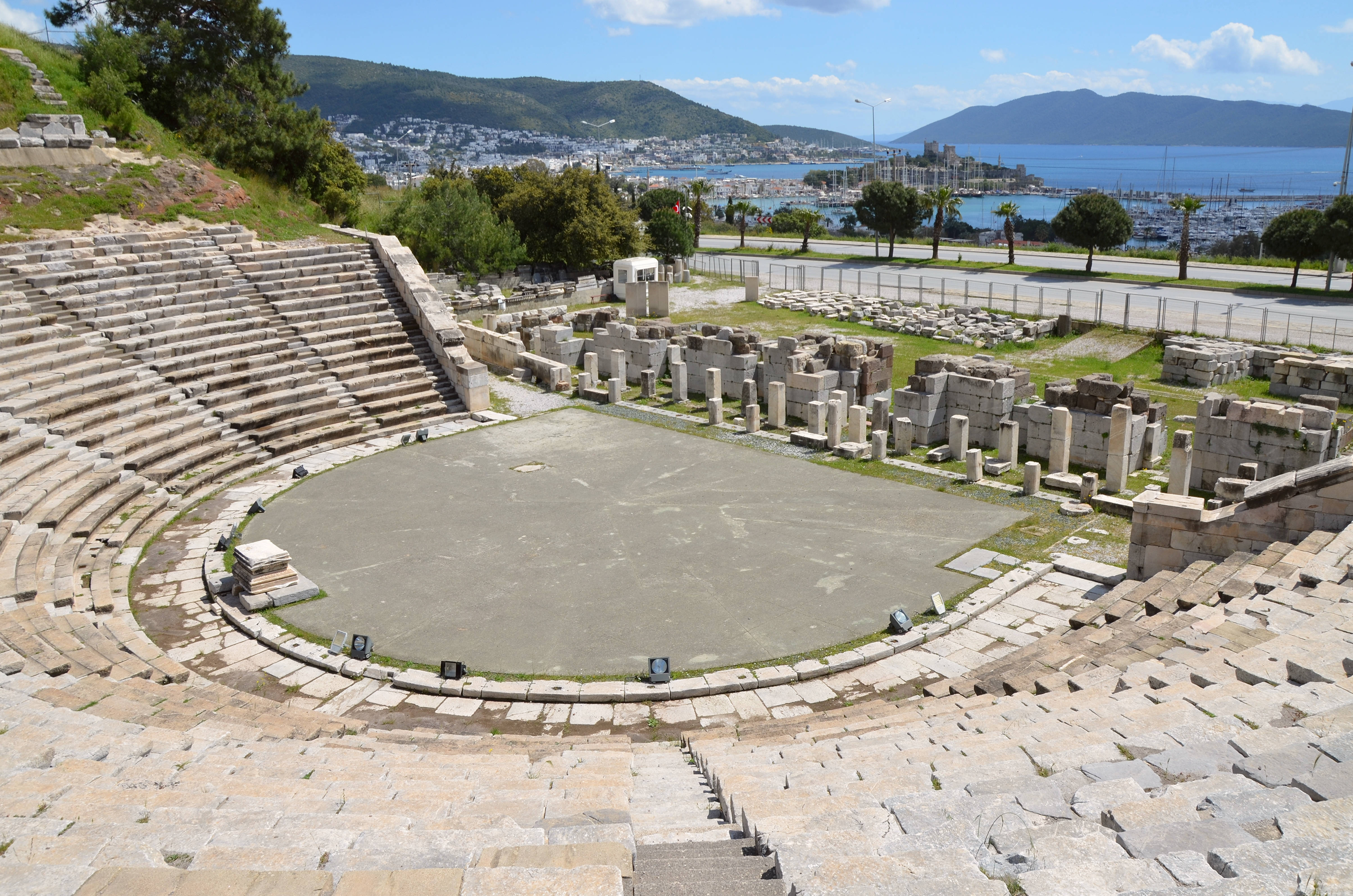
Theater von Halikarnassos

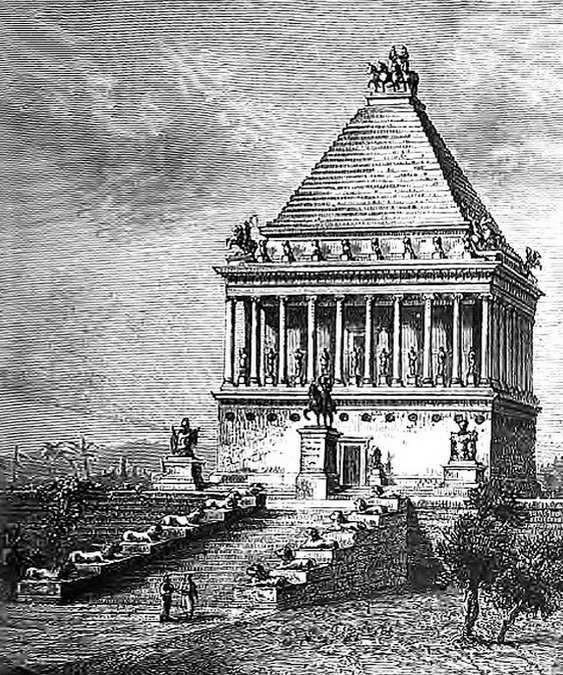
Rekonstruktion des Mausoleums von Halikarnassos, um 1880

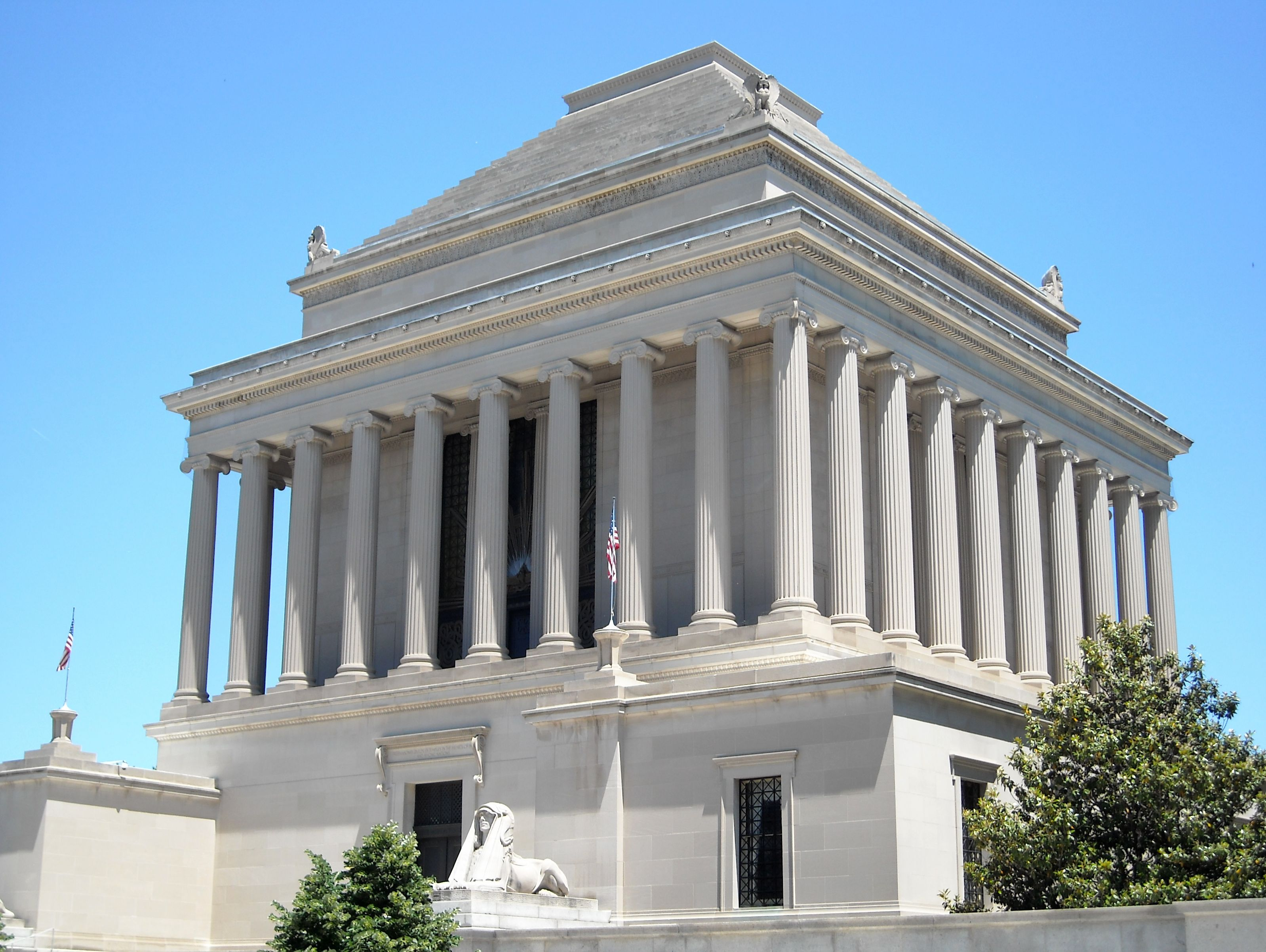
House of the Temple wurde nach dem Vorbild des Grabmals des Maussolos in Halikarnassos erbaut.

Halikarnassos (deutsch auch Halikarnass; altgriechisch Ἁλικαρνασσός, lateinisch Halicarnassus) war eine antike griechische Stadt an der Südwestküste Kleinasiens. Die Stadt lag auf dem Gebiet der heutigen türkischen Stadt Bodrum.

## Geschichte
Bereits in Linear-B-Dokumenten aus Pylos, die aus dem frühen 12. Jahrhundert v. Chr. stammen, werden Sklavinnen aus Zephyria (ze-pu2-ra3) erwähnt. Unter anderem, weil Zephyria laut Strabon ein alter Name von Halikarnassos ist, wird angenommen, dass Zephyros der mykenische Name einer bronzezeitlichen Siedlung auf dem Gebiet des späteren Halikarnassos ist. Wenige Kilometer westnordwestlich von Halikarnassos wurde bei Müsgebi eine Nekropole mit 48 Kammergräbern entdeckt, die mykenische Keramik aus dem 14. bis 12. Jahrhundert v. Chr. und andere mykenische Grabbeigaben enthielten. Daher ist es wahrscheinlich, dass in der Umgebung von Halikarnassos bereits (unter anderem) mykenische Griechen lebten; auch eine mykenisch geprägte Siedlung – ähnlich wie Milet und vermutlich Iasos – wird nicht ausgeschlossen. Demnach könnte auch die Halbinsel Bodrum zu den mykenischen Vorposten im südlichen Westkleinasien gehört haben, die – wie für Milet (hethitisch: Millawanda/Milawata) klar bezeugt – laut hethitischen Dokumenten längere Zeit im 13. Jahrhundert unter Vorherrschaft Aḫḫijawas standen, nach mittlerweile ganz stark vorherrschender Meinung ein mykenischer Staat oder Staatenbund. Etwa zu Beginn des letzten Drittels des 13. Jahrhunderts gerieten die kleinasiatischen Gebiete Aḫḫijawas unter hethitische Herrschaft, wie vor allem aus dem Milawata-Brief hervorgeht. Von den Umwälzungen und Zerstörungen zu Beginn des 12. Jahrhunderts v. Chr. (siehe unter anderem Seevölker) scheint die Region weitgehend verschont geblieben zu sein; so wurde die Nekropole von Müsgebi auch im 12. Jahrhundert weitergenutzt und auch Milet sowie die Siedlung Çine-Tepecik, im Landesinneren bei Çine, existierten bis ins späte 12. Jahrhundert v. Chr.
Die Entwicklung in den Jahrhunderten nach ca. 1100 v. Chr. liegt im Dunkeln. Halikarnassos erlangte in der klassischen Antike Berühmtheit durch das Mausoleum von Halikarnassos, das zu den klassischen Sieben Weltwundern gezählt wird. Sein bekanntester Sohn ist Herodot, der „Vater der Geschichtsschreibung“. Der Dichter Heraklit von Halikarnassos und der Geschichtsschreiber Dionysios von Halikarnassos stammen ebenfalls aus dieser Stadt.
Seit dem Jahr 480 v. Chr. herrschte Artemisia I., Tochter des Lygdamis, als Vormund ihres Sohnes Pisindelis über Halikarnassos, wozu auch die Inseln Kos und Nisyros gehörten. Am Griechenlandfeldzug des Xerxes beteiligte sie sich mit fünf Schiffen auf Seiten der Perser. Sie riet Xerxes, der ihre Klugheit und Entschlossenheit schätzte, von der Seeschlacht bei Salamis ab. Im 5. Jahrhundert v. Chr. gehörte Halikarnassos dem Attischen Seebund an.
Ab 392 v. Chr. herrschte Hekatomnos von Mylasa als persischer Satrap über Karien. Mit ihm wurde die Dynastie der Hekatomniden begründet, die von allen seinen Kindern fortgeführt wurde. Er hatte drei Söhne, Maussolos, Idrieus und Pixodaros, und zwei Töchter, Artemisia II. und Ada. Beide wurden jeweils mit ihren Brüdern Maussolos und Idrieus verheiratet.
Maussolos folgte seinem Vater als Herrscher und machte anstelle des alten Mylasa Halikarnassos zur Hauptstadt seines Reiches. Neben einem Hafen, der nur durch einen schmalen Kanal zugänglich war, ließ er Mauern und Wachtürme bauen um sowohl zu Land als auch zu See gesichert zu sein. Ein massiver Palast sicherte ihm den Blick in alle Himmelsrichtungen. Da Maussolos trotz seiner karischen Abstammung ein großes Interesse an griechischer Kultur hatte, ließ er, neben den militärischen Verbesserungen der Stadt unter anderem ein griechisches Theater und einen Tempel für Ares bauen.
Nach seinem Tod übernahm seine Gemahlin Artemisia II. die Herrschaft über Karien und Rhodos. Sie berief die berühmtesten Künstler Griechenlands nach Halikarnassos zur Ausstattung des grandiosen Grabmals für Maussolos, des Mausoleums von Halikarnassos. Unter anderem wirkten Künstler wie Leochares, Timotheos, Skopas oder Bryaxis an diesem „Weltwunder“ mit. Das Grabmal hatte einen Sockel von 33 m × 39 m Größe, darüber erhob sich eine Cella mit Ringhalle aus 36 ionischen Säulen, eine Pyramide bildete das Dach, worauf ein Viergespann und darauf die Figuren des Maussolos und der Artemisia standen (Friese und die Statue des Maussolos sind heute im Britischen Museum in London zu sehen).
351 v. Chr. nach dem Tod Artemisias bestieg ihr Bruder Idrieus den Thron. Idrieus wurde nach seinem Tod 344 v. Chr. von seiner Frau Ada als Regentin ersetzt, bis sich ihr verbliebener Bruder Pixodarus 340 v. Chr. den Thron aneignete. Sein Schwiegersohn Orontobates erhielt nach dem Tod seines Schwiegervaters 335 v. Chr. die Satrapie Karien von Dareios III. und beendete somit die Herrschaft der Hekatomniden.
334 v. Chr. war Halikarnassos das letzte Bollwerk der Perser gegen den Eroberungszug Alexanders des Großen in Kleinasien (siehe Belagerung von Halikarnassos). Memnon von Rhodos baute Stadt und Hafen als Operationsbasis der persischen Flotte aus. Durch ein Dekret des Großkönigs Dareios III. war er inzwischen Oberbefehlshaber. Gegen die Stadt ließ Alexander Belagerungstürme und Mauerbrecher einsetzen. Nach hartnäckigen Kämpfen zogen sich die Truppen Memnons auf den Hafenbereich zurück und verteidigten den Stützpunkt bis ins folgende Jahr 333 v. Chr. Die Neutralisierung von Halikarnassos bedeutete für Alexander den Abschluss der Eroberung der Westküste Kleinasiens.
Von etwa 280 v. Chr. bis 200 v. Chr. gehörte Halikarnassos zum ptolemäischen Reich. Durch die Expansion des Seleukidenreiches und die Unterwerfung der kleinasiatischen Griechenstädte wurde Rom auf den Plan gerufen. Im Krieg gegen Antiochos III. stand Halikarnassos auf römischer Seite und bewahrte so noch einmal für mehrere Jahrzehnte seine Selbstständigkeit. Seit 129 v. Chr. gehörte Halikarnassos zur römischen Provinz Asia.

## Persönlichkeiten
- Artemisia I., Dynastin von Halikarnassos, befehligte ein Kontingent aus eigenen Schiffen in der Schlacht von Salamis
- Dionysios von Halikarnassos, Geschichtsschreiber
- Heraklit von Halikarnassos, Dichter
- Herodot, „Vater der Geschichtsschreibung“
- Julian von Halicarnassus, spätantiker Theologe